# Лучший способ маршировки
Лучший способ маршировки (фр. La meilleure façon de marcher) — драма французского режиссёра Клода Миллера. Фильм номинировался на премию «Сезар» в пяти категориях: лучший фильм, лучший актёр (Патрик Девэр), режиссёр (Клод Миллер), лучший адаптированный или оригинальный сценарий, лучший звук.

## Сюжет
Сюжет фильма построен на взаимоотношениях молодых людей, проводящих лето в подростковом лагере в качестве воспитателей.

## В ролях
- Патрик Девэр — Марк
- Патрик Бушите — Филипп
- Кристин Паскаль — Шанталь
- Клод Пьеплу — директор лагеря
- Марк Шапито — Жерар
- Мишель Сюш — Лени

## Отзывы и критика
«Удивительная тонкость и деликатность начинающего постановщика в анализе чувств героев подкреплена умной и искренней работой актёров. А фильм в целом является одним из наиболее душевных и проникновенных произведений о том, что сексуальные отношения, включая однополую любовь, порой мешают людям переживать доверительное и исключительно платоническое расположение друг к другу», — пишет Сергей Кудрявцев в книге «3500 кинорецензий»